# Stazione di Settimo San Pietro
Stazione di Settimo San Pietro vasútállomás Olaszországban, Szardínia régióban, Settimo San Pietro településen.

## Vasútvonalak
Az állomást az alábbi vasútvonalak érintik:
- Cagliari–Isili-vasútvonal

## Kapcsolódó állomások
A vasútállomáshoz az alábbi állomások vannak a legközelebb: 
- Stazione di Selargius
- Stazione di Soleminis